# NGC 4282
NGC 4282 is een spiraalvormig sterrenstelsel in het sterrenbeeld Maagd. Het hemelobject werd op 26 mei 1864 ontdekt door de Duitse astronoom Albert Marth.

## Synoniemen
- MCG 1-32-13
- ZWG 42.35
- VCC 411
- NPM1G +05.0341
- PGC 39809